# Linnenkamp
Linnenkamp ist ein am 1. Januar 1973 nach Wangelnstedt eingemeindetes Dorf im Landkreis Holzminden in Niedersachsen. Es liegt an der Lenne.

## Geschichte
Die neuzeitliche Gründung des Ortes erfolgte 1495 unter Heinrich I. Nach Letzner bestand der Ort an gleicher Stelle bereits im Mittelalter, wurde jedoch in einer Fehde zwischen den Edelherren von Homburg und den Herren von Luthardessen zerstört und lag dann rund ein Jahrhundert wüst.
Während seiner Zugehörigkeit zum Herzogtum Braunschweig wurde es vom Amt Wickensen aus verwaltet.

## Wappen
Das Wappen ist rot und horizontal zweigeteilt. In der oberen Hälfte ist ein goldener Webstuhl und die untere Hälfte symbolisiert die eingefasste Quelle der Lenne.